# Bania (Maliniec)
Bania – niestandaryzowany przysiółek wsi Maliniec w Polsce, położony w województwie lubelskim, w powiecie janowskim, w gminie Potok Wielki.

## Historia
Miejscowość wzmiankowana w 1861 roku jako Majdan Nowy. Należała do dóbr Potoka (Wyszomirskich). W 1877 roku liczyła 3 domy i 14 mieszkańców, a według spisu z 1921 roku liczyła 6 domów i 36 mieszkańców.
Jeszcze w 1973 roku Bania stanowiła odrębne sołectwo w gminie Potok Wielki.
W latach 1975–1998 miejscowość administracyjnie należała do województwa tarnobrzeskiego